# Mark Astley
Mark Astley (* 30. März 1969 in Calgary, Alberta) ist ein ehemaliger kanadisch-schweizerischer Eishockeyspieler, der in seiner aktiven Zeit von 1987 bis 2007 unter anderem für die Buffalo Sabres in der National Hockey League gespielt hat. 

## Karriere
Mark Astley begann seine Karriere als Eishockeyspieler bei den Calgary Canucks, für die er in der Saison 1987/88 in der Alberta Junior Hockey League aktiv war. Anschließend besuchte er vier Jahre lang die Lake Superior State University, für deren Eishockeymannschaft er parallel zu seinem Studium in der Central Collegiate Hockey Association aktiv war. Mit seiner Universitätsmannschaft gewann er 1991 die Meisterschaft der CCHA und ein Jahr später den NCAA-Meistertitel. Von 1992 bis 1994 spielte der Verteidiger je ein Jahr lang für den HC Lugano und den HC Ambrì-Piotta in der Schweizer Nationalliga A. Gegen Ende der Saison 1993/94 gab er sein Debüt für die Buffalo Sabres, die ihn bereits während seines Studiums im NHL Entry Draft 1989 in der zehnten Runde als insgesamt 194. Spieler ausgewählt hatten, in der National Hockey League. Dort verbrachte er auch die folgenden beiden Spielzeiten, wobei er in der Saison 1994/95 überwiegend für Buffalos Farmteam Rochester Americans in der American Hockey League auf dem Eis stand. Die Saison 1996/97 verbrachte der Olympiateilnehmer von 1994 bei den Phoenix Roadrunners aus der International Hockey League. 
Zur Saison 1997/98 kehrte Astley zu seinem Schweizer Ex-Klub HC Lugano in die NLA zurück. Mit der Mannschaft gewann er in den Spielzeiten 1998/99 und 2002/03 jeweils den Schweizer Meistertitel. Die Saison 2004/05 verbrachte er bei Luganos Ligarivalen SCL Tigers. Zuletzt lief er von 2005 bis 2007 für den NLA-Teilnehmer EHC Basel auf. 

### International
Für Kanada nahm Astley an den Olympischen Winterspielen 1994 in Lillehammer teil, bei denen er mit seiner Mannschaft die Silbermedaille gewann. 

## Erfolge und Auszeichnungen
| - 1991 CCHA-Meisterschaft mit der Lake Superior State University - 1991 CCHA Second All-Star Team - 1992 CCHA First All-Star Team - 1992 NCAA-Division-I-Championship mit der Lake Superior State University - 1992 NCAA West First All-American Team | - 1992 NCAA All-Tournament Team - 1992 Spengler-Cup-Gewinn mit dem Team Canada - 1999 Schweizer Meister mit dem HC Lugano - 2003 Schweizer Meister mit dem HC Lugano |

### International
- 1994 Silbermedaille bei den Olympischen Winterspielen